# Göran Liljestrand
Göran Liljestrand (* 16. April 1886 in Göteborg; † 16. Januar 1968) war ein schwedischer Pharmakologe. Er ist bekannt als Mitentdecker des Euler-Liljestrand-Reflexes (1946), zusammen mit Ulf von Euler. Er wirkte unter anderem als Professor am Karolinska-Institut von 1927 bis 1951.

## Leben
Am Anfang war er als Physiologe tätig und verfasste 1917 eine physiologische Doktorarbeit (Untersuchungen über die Atmungsarbeit) bei Johan Erik Johansson. In den 1920er Jahren wechselte er zur Pharmakologie. Er revidierte das Lehrbuch der Pharmakologie des norwegischen Pharmakologen E. Poulsson.
Er war ab 1918 für mehr als 40 Jahre Sekretär im Komitees des Nobelpreis für Physiologie oder Medizin. 1938 wurde er ordentliches Mitglied des Komitees und zum Mitglied der Königlich Schwedischen Akademie der Wissenschaften gewählt. Die Deutsche Pharmakologische Gesellschaft verlieh ihm 1962 die Schmiedeberg-Plakette. Im Jahr 1932 wurde er zum Mitglied der Leopoldina gewählt.